# 富士見市
富士見市（ふじみし）は、埼玉県の南西部に位置する市。
人口は約11万人。1972年（昭和47年）市制施行。

## 概要
市の名は富士山がよく見えることに由来する。市章は、中央に富士の見える市ということで富士をおき、周囲に3本の川（荒川、新河岸川、柳瀬川）と旧3か村（鶴瀬村、南畑村、水谷村）の合併を意味した円を配し、富士見を象徴したもの。
いわゆる「昭和の大合併」で、鶴瀬村を中心に発足した「鶴瀬行政支会合併促進研究会（通称：鶴瀬ブロック）」のうち鶴瀬、南畑、水谷の3か村の合併により富士見村が誕生。そのまま町制、市制を施行した。
「平成の大合併」では昭和の時とほぼ同じ範囲での協議が進められ、上福岡市、入間郡大井町（以上、現・ふじみ野市）及び入間郡三芳町との合併が協議された。住民投票の結果、富士見市（2000年国勢調査人口103,247人）では合併賛成が上回ったが、上福岡市（2000年国勢調査人口54,630人）・大井町（2000年国勢調査人口45,488人）では住民投票成立の条件とした投票率が規定に満たずに不成立、三芳町（2000年国勢調査人口35,752人）では住民投票は成立したものの合併反対が賛成を上回ったため、合併協議は中止になった。

## 地理
埼玉県の南部に位置し、県庁所在地のさいたま市と接し県庁まで約10km、東京都心部から約30kmの距離にある。関東平野の中にあり、山はない。市域の北東側半分は荒川と新河岸川が流れる低地で、南西側半分は台地（武蔵野台地）である。北東側には水田が広がり、南西側に東武東上線沿線から発達した市街地がある。
- 河川、水路: 荒川、びん沼川、新河岸川、富士見江川、柳瀬川、砂川堀、新河岸川放水路、旧新河岸川、南畑大排水路

### 位置
- 海抜 8m-21m
- 東西 7.0 km
- 南北 6.8 km

### 隣接している自治体・行政区
- さいたま市（西区、桜区）
- 川越市
- ふじみ野市
- 志木市
- 入間郡：三芳町

## 市勢
| |                                          |  |
| 富士見市と全国の年齢別人口分布（2005年） | 富士見市の年齢・男女別人口分布（2005年） |  |
| ■紫色 ― 富士見市 ■緑色 ― 日本全国 | ■青色 ― 男性 ■赤色 ― 女性                |  |
| 富士見市（に相当する地域）の人口の推移 \| 1970年（昭和45年） \| 51,775人 \| \| \| 1975年（昭和50年） \| 70,391人 \| \| \| 1980年（昭和55年） \| 79,591人 \| \| \| 1985年（昭和60年） \| 85,697人 \| \| \| 1990年（平成2年） \| 94,864人 \| \| \| 1995年（平成7年） \| 96,972人 \| \| \| 2000年（平成12年） \| 103,247人 \| \| \| 2005年（平成17年） \| 104,748人 \| \| \| 2010年（平成22年） \| 106,746人 \| \| \| 2015年（平成27年） \| 108,102人 \| \| \| 2020年（令和2年） \| 111,859人 \| \| |                                          |  |
| 総務省統計局 国勢調査より |                                          |  |
| 1970年（昭和45年） | 51,775人                                 |  |
| 1975年（昭和50年） | 70,391人                                 |  |
| 1980年（昭和55年） | 79,591人                                 |  |
| 1985年（昭和60年） | 85,697人                                 |  |
| 1990年（平成2年） | 94,864人                                 |  |
| 1995年（平成7年） | 96,972人                                 |  |
| 2000年（平成12年） | 103,247人                                |  |
| 2005年（平成17年） | 104,748人                                |  |
| 2010年（平成22年） | 106,746人                                |  |
| 2015年（平成27年） | 108,102人                                |  |
| 2020年（令和2年） | 111,859人                                |  |

## 歴史

### 先史時代
縄文時代初期は温暖化によって海面が上昇し、市内にも海水が及んでいたとされ（縄文海進）、水子貝塚（国の史跡）が現在も残っている。富士見市を含む水域は奥東京湾 又は古入間湾（奥東京湾のうち大宮台地の西側） と呼ばれる。

### 近代
- 1873年（明治6年） - 初めての学校（現在の鶴瀬小学校）が開校する。
- 1889年（明治22年） - 町村制施行に伴い、入間郡鶴馬村、勝瀬村が合併し「鶴瀬村（つるせむら）」が、入間郡上南畑村、下南畑村、南畑新田、東大久保村が合併し「南畑村（なんばたむら）」が、入間郡水子村、針ヶ谷村が合併し「水谷村（みずたにむら）」が、それぞれ誕生する。
- 1914年（大正3年）5月1日 - 東上鉄道（現在の東武東上線）の開通。同時に鶴瀬駅（鶴瀬東1丁目11－1）開業。
- 1923年（大正12年）11月 - 南畑小作争議。これに参加した渋谷定輔が『農民哀史』を書く。
- 1936年（昭和11年） - 鶴瀬村役場（のちの富士見村役場、富士見町役場、初代富士見市役所として使用）が建設される。
- 1944年（昭和19年）2月 - 水谷村が北足立郡（きたあだちぐん）志木町（しきまち、現志木市）・内間木村（うちまぎむら、現朝霞市）、入間郡宗岡村（むねおかむら、現志木市）と合併し北足立郡志紀町（しきまち）になる。

### 戦後
- 1948年（昭和23年） - 旧水谷村（大字水子、針ヶ谷）が志紀町から分離し、北足立郡水谷村となる。
- 1954年（昭和29年）4月 - 埼玉県の指導による「鶴瀬行政支会合併促進研究会（通称：鶴瀬ブロック）」発足。鶴瀬村を中心に南畑（現富士見市）、福岡（福岡町、上福岡市を経て現ふじみ野市）、大井（大井町を経て現ふじみ野市）、三芳（現三芳町）、柳瀬（現所沢市）の6村で合併協議が始まる。水谷村（現富士見市）は当初「朝霞ブロック」に所属。
- 1956年（昭和31年）9月30日 - 鶴瀬ブロックのうち入間郡鶴瀬村・南畑村、北足立郡水谷村の3村が合併し、入間郡富士見村（ふじみむら）が誕生。
- 1957年（昭和32年）11月 - 日本住宅公団による東上沿線初の公団団地・鶴瀬第一団地（230世帯）の入居開始。
- 1962年（昭和37年）7月 - 日本住宅公団鶴瀬第二団地（1,070世帯）の入居開始。
- 1964年（昭和39年）4月1日 - 町制施行、富士見町（ふじみまち）に。
- 1966年（昭和41年）5月1日 - 町章（現市章）制定。
- 1966年（昭和41年）9月13日 - 人間尊重都市宣言。
- 1970年（昭和45年） - 人口増加率で全国2位を記録（1位は上尾市）。
- 1971年（昭和46年）4月 - 学校3校（勝瀬小学校、上沢小学校、本郷中学校）が同時に開校し、町の予算の54%が教育費（＝学校建設費）に充てられる。
- 1972年（昭和47年）4月10日 - 埼玉県内35番目の市制を施行し、富士見市（ふじみし）に。人口は59,265人。
- 1972年（昭和47年）7月19日 - 道路工事をめぐる汚職事件により市長が辞任[6]。8月20日の出直し選で山田三郎が当選。
- 1973年（昭和48年）8月 - 市役所新庁舎（現庁舎）完成、同年9月3日から業務開始。
- 1975年（昭和50年）4月 - 埼玉県内で3番目となる富士見市立富士見養護学校を開校。
- 1977年（昭和52年）9月30日 - スポーツ振興健康増進都市宣言。
- 1977年（昭和52年）10月21日 - 東武東上線 志木駅 - 鶴瀬駅間にみずほ台駅（東みずほ台2丁目29－1）開業。
- 1979年（昭和54年） - 鶴瀬駅に西口を開設。
- 1982年（昭和57年）4月10日 - 市制10周年。富士見市民憲章制定。市の木、市の花の制定。
- 1982年（昭和57年）7月 - 第1回・ふじみ市民まつり開催。
- 1987年（昭和62年）7月19日 - 富士見市非核平和都市宣言。
- 1992年（平成4年）4月10日 - 市制20周年。
- 1993年（平成5年）11月15日 - 東武東上線 鶴瀬駅 - 上福岡駅間にふじみ野駅（ふじみ野東1丁目26－1）開業。
- 2000年（平成12年）4月10日 - 環境にやさしい都市宣言。
- 2002年（平成14年）4月10日 - 市制30周年。
- 2002年（平成14年）11月1日 - 富士見市民文化会館 キラリ☆ふじみ 開館。
- 2004年（平成16年） - 住民投票の結果2市2町の合併協議が破綻・
  - 2000年の国勢調査の人口富士見市（103,247人）、上福岡市（54,630人）、大井町（45,488人）、三芳町（35,752人）
- 2008年（平成20年）6月3日 - 入間東部広域斎場 しののめの里 供用開始。
- 2012年（平成24年）4月10日 - 市制40周年。マスコットキャラクター「ふわっぴー」と市の鳥の制定。
- 2014年（平成26年）2月15日 - 市民総合体育館メインアリーナの屋根が雪の重みで崩落[7]。
- 2015年（平成27年）1月23日 - 市民総合体育館の事故を受けて太田昭宏国土交通大臣（当時）に建築基準法等の改正に関する要望書を提出[8]。
- 2015年（平成27年）4月10日 - 大規模商業施設ららぽーと富士見が開業。
- 2017年（平成29年）4月10日 - 市制45周年。これを記念して4月8日と9日に、ももいろクローバーZのコンサート「ももクロ春の一大事2017 in 富士見市 〜笑顔のチカラ つなげるオモイ〜」を市の記念事業として開催（同市出身のメンバーがいることから実現）[9]。
- 2017年（平成29年）5月8日 - 市民総合体育館が全館リニューアルオープン[10]。
- 2022年（令和4年）4月10日 - 市制50周年。ゼロカーボンシティ宣言を実施。
- 2023年（令和5年）4月1日 - びん沼自然公園をリニューアルオープン。（パークゴルフ場、キャンプ場、バーベキュー場、大型遊具などを整備）

## 行政

### 歴代市長
- 長根進午（1972年（昭和47年）4月10日 - 1972年（昭和47年）7月17日）
- 山田三郎（1972年（昭和47年）8月20日 - 1988年（昭和63年）8月19日）
- 萩原定次郎（1988年（昭和63年）8月20日 - 2000年（平成12年）8月19日)
- 浦野清（2000年（平成12年）8月20日 - 2008年（平成20年）8月19日）
- 星野信吾（2008年（平成20年）8月20日 -　2016年（平成28年）8月19日）
- 星野光弘（2016年（平成28年）8月20日 - 現職）

### 行政機関等
- 富士見市役所
  - 水谷出張所
  - 南畑出張所
  - 西出張所（鶴瀬駅ビル、サンライトホール内）
  - 水谷東出張所
  - みずほ台出張所
  - ふじみ野出張所（ふじみ野駅舎内からふじみ野駅東口へ移転）
- 鶴瀬駅東口整備事務所

#### 広域行政
一部事務組合
- 志木地区衛生組合 - ごみ処理が目的。富士見市、志木市、新座市で組織。
  - リサイクルプラザ利彩館・富士見環境センター
- 入間東部地区事務組合 - 消防に関する事務、し尿処理に関する事務、火葬場・斎場運営。富士見市、ふじみ野市、入間郡三芳町で組織。平成30年4月1日、入間東部地区消防組合と入間東部地区衛生組合が統合して誕生。
  - 入間東部地区事務組合消防本部（ふじみ野市大井中央1丁目1番119号）
  - 入間東部広域斎場 しののめの里（富士見市大字下南畑70番地）

## 議会

### 富士見市議会
- 定数：21人
- 任期：2021年4月1日 - 2025年3月31日[11]

### 埼玉県議会
- 選挙区：西6区富士見市選挙区
- 定数：1人
- 任期：2023年4月30日 - 2027年4月29日
- 投票日：2023年4月9日
- 当日有権者数：92,233人[12]
- 投票率：34.92％

| 候補者名 | 当落 | 年齢 | 党派名     | 新旧別 | 得票数   |
| -------- | ---- | ---- | ---------- | ------ | -------- |
| 八子朋弘 | 当   | 49   | 無所属     | 現     | 20,620票 |
| 金子勝   | 落   | 62   | 自由民主党 | 元     | 11,088票 |

### 衆議院
- 任期：2021年10月31日 - 2025年10月30日（「第49回衆議院議員総選挙」参照）

| 選挙区                                                      | 議員名     | 党派名     | 当選回数 | 備考     |
| ----------------------------------------------------------- | ---------- | ---------- | -------- | -------- |
| 埼玉県第7区（川越市、富士見市、ふじみ野市の旧上福岡市地域） | 中野英幸   | 自由民主党 | 1        | 選挙区   |
| 埼玉県第7区（川越市、富士見市、ふじみ野市の旧上福岡市地域） | 小宮山泰子 | 立憲民主党 | 7        | 比例復活 |

## 姉妹都市・提携都市

### 国内
提携都市
- 愛知県江南市
2004年（平成16年）9月1日 災害時相互応援協定締結。
- 宮城県東松島市
災害時における相互支援協定締結[13]。

～笑顔のチカラ つなげるオモイ～ 地域連携協定（ももいろクローバーZが行う地域創生を目的としたライブの、開催地間で結ばれる協定）
- 滋賀県東近江市 - 2018年開催地
- 富山県黒部市 - 2019年開催地

### 海外
姉妹都市
- シャバツ
1982年（昭和57年）10月23日友好姉妹都市締結[15]。

## 地域

### 町名
富士見市では、一部の区域で住居表示に関する法律に基づく住居表示が実施されている。
| 町名             | 町名の読み       | 町区域設定年月日 | 住居表示実施年月日 | 町区域設定前の町名等 | 住居表示実施前の町名等 |
| ---------------- | ---------------- | ---------------- | ------------------ | -------------------- | ---------------------- |
| 西みずほ台一丁目 | にしみずほだい   | 年月日           | 年月日             |                      |                        |
| 西みずほ台二丁目 | にしみずほだい   | 年月日           | 年月日             |                      |                        |
| 西みずほ台三丁目 | にしみずほだい   | 年月日           | 年月日             |                      |                        |
| 東みずほ台一丁目 | ひがしみずほだい | 年月日           | 年月日             |                      |                        |
| 東みずほ台二丁目 | ひがしみずほだい | 年月日           | 年月日             |                      |                        |
| 東みずほ台三丁目 | ひがしみずほだい | 年月日           | 年月日             |                      |                        |
| 東みずほ台四丁目 | ひがしみずほだい | 年月日           | 年月日             |                      |                        |
| ふじみ野西一丁目 | ふじみのにし     | 年月日           | 年月日             |                      |                        |
| ふじみ野西二丁目 | ふじみのにし     | 年月日           | 年月日             |                      |                        |
| ふじみ野西三丁目 | ふじみのにし     | 年月日           | 年月日             |                      |                        |
| ふじみ野西四丁目 | ふじみのにし     | 年月日           | 年月日             |                      |                        |
| ふじみ野東一丁目 | ふじみのひがし   | 年月日           | 年月日             |                      |                        |
| ふじみ野東二丁目 | ふじみのひがし   | 年月日           | 年月日             |                      |                        |
| ふじみ野東三丁目 | ふじみのひがし   | 年月日           | 年月日             |                      |                        |
| ふじみ野東四丁目 | ふじみのひがし   | 年月日           | 年月日             |                      |                        |
| みどり野東       | みどりのひがし   | 年月日           | 年月日             |                      |                        |
| みどり野西       | みどりのにし     | 年月日           | 年月日             |                      |                        |
| みどり野南       | みどりのみなみ   | 年月日           | 年月日             |                      |                        |
| みどり野北       | みどりのきた     | 年月日           | 年月日             |                      |                        |

### 公共施設
市の施設
- 保育所
  - 第一保育所（定員90名）　
  - 第二保育所（定員90名）
  - 第三保育所（定員90名）
  - 第四保育所（定員120名）
  - 第五保育所（定員90名）
  - 第六保育所（定員90名）
- 地域包括支援センター
  - 富士見市中央
  - ふじみ苑
  - むさしの
- 富士見市立健康増進センター
- 富士見市市民福祉活動センター　ぱれっと
- 富士見市老人福祉センター・びん沼荘
- 富士見市高齢者いきいきふれあいセンター
- 富士見市民文化会館 キラリ☆ふじみ
- 富士見市立サンライトホール
- 富士見市立勤労文化会館
- 富士見市立南畑ふれあいプラザ
- 富士見市立公民館
  - 鶴瀬公民館
  - 水谷公民館
  - 南畑公民館
  - 水谷東公民館
- 富士見市立コミュニティーセンター
  - 鶴瀬コミュニティーセンター
  - みずほ台コミュニティーセンター
  - 針ヶ谷コミュニティーセンター
- 富士見市立交流センター
  - 鶴瀬西交流センター　
  - ふじみ野交流センター
- 富士見市立図書館
  - 中央図書館
  - ふじみ野分館
  - 鶴瀬西分館（旧鶴瀬西小学校内にあり、同校の統合・移転にともない一時閉館。2009年（平成21年）4月のつるせ台小学校新校舎完成とともに校内に再開館した。）
  - 水谷東公民館図書室
- 富士見市立市民総合体育館
- 富士見ガーデンビーチ（市民プール、2022年度に廃止[16]）
- 富士見市営運動公園
  - 運動公園
  - 第２運動公園
  - びん沼公園
- 富士見市立資料館
  - 水子貝塚資料館
  - 難波田城資料館
- 富士見市立駐輪場
  - 鶴瀬駅東口
  - みずほ台駅東口
  - みずほ台駅東口臨時公営自転車置場（無料）
  - みずほ台駅西口
  - みずほ台駅西口第2
  - みずほ台駅西口第3
  - みずほ台駅西口臨時公営自転車置場（無料）
  - ふじみ野駅東口
  - ふじみ野駅西口
  - ふじみ野駅西口第2
  - ふじみ野駅西口第3

### 消防
- 入間東部地区事務組合消防本部
  - 東消防署（鶴馬1850番地1）
    - 東消防署富士見分署（東みずほ台2丁目16番地15）

### 警察
- 埼玉県東入間警察署（本署はふじみ野市）
  - 鶴瀬駅前交番
  - 水谷交番
  - みずほ台交番
  - ふじみ野駅前交番
  - 南畑駐在所

### 教育
小学校
- 富士見市立鶴瀬小学校
- 富士見市立水谷小学校
- 富士見市立南畑小学校
- 富士見市立関沢小学校
- 富士見市立勝瀬小学校
- 富士見市立水谷東小学校
- 富士見市立諏訪小学校
- 富士見市立みずほ台小学校
- 富士見市立針ケ谷小学校
- 富士見市立ふじみ野小学校
- 富士見市立つるせ台小学校

中学校
- 富士見市立富士見台中学校
- 富士見市立本郷中学校
- 富士見市立東中学校
- 富士見市立西中学校
- 富士見市立勝瀬中学校
- 富士見市立水谷中学校

高等学校
- 埼玉県立富士見高等学校

特別支援学校
- 富士見市立富士見特別支援学校
埼玉県内で3番目の養護学校として1975年（昭和50年）4月に開校した。2009年4月、富士見市立富士見養護学校から改称。

※市内に大学はない。

### 電話番号
市外局番は、水谷東2・3丁目が048、その他が049である。

### 郵政
郵便番号は市内全域が「354-00xx」で、入間郡三芳町にある三芳郵便局が集配している。
- 富士見南畑郵便局（風景印あり）
- 富士見鶴瀬東郵便局（風景印あり）
- 富士見鶴瀬西郵便局（風景印あり）
- 富士見東台郵便局（富士見水子郵便局より移転改称、風景印なし）
- 富士見勝瀬郵便局（風景印あり）
- 富士見みずほ台郵便局（風景印あり）
- 富士見水谷東郵便局（風景印あり）
- 富士見羽沢郵便局（風景印あり）

## 交通

### 鉄道
中心となる駅：鶴瀬駅
- 東武鉄道東上本線
  - みずほ台駅 - 鶴瀬駅 - ふじみ野駅

### バス
- 東武バスウエスト
- ライフバス
- 西武バス
- 富士見市内循環バス

### タクシー
タクシーの営業区域は県南西部交通圏で、川越市・和光市・東松山市・所沢市・飯能市などと同じエリアとなっている。

### 道路
一般国道
- 国道254号
  - 川越街道 - ふじみ野西4丁目と大字勝瀬の間を通過している。
  - 富士見川越バイパス - 旧富士見川越有料道路で、2009年8月1日に無料化。
  - 和光富士見バイパス（予定） - 現在は和光市の国道298号から朝霞市の埼玉県道79号朝霞蕨線まで開通。将来的には市内の下南畑交差点まで延伸し、国道463号及び富士見川越バイパスに接続する予定である。
- 国道463号 - 「浦和所沢バイパス」と呼ばれ、市内では下南畑交差点以西が国道254号のバイパスと重複している。

県道
- 主要地方道
  - 埼玉県道56号さいたまふじみ野所沢線
- 一般県道
  - 埼玉県道113号川越新座線
  - 埼玉県道245号鶴瀬停車場線
  - 埼玉県道266号ふじみ野朝霞線
  - 埼玉県道272号東大久保ふじみ野線
  - 埼玉県道334号三芳富士見線

## 史跡・旧跡

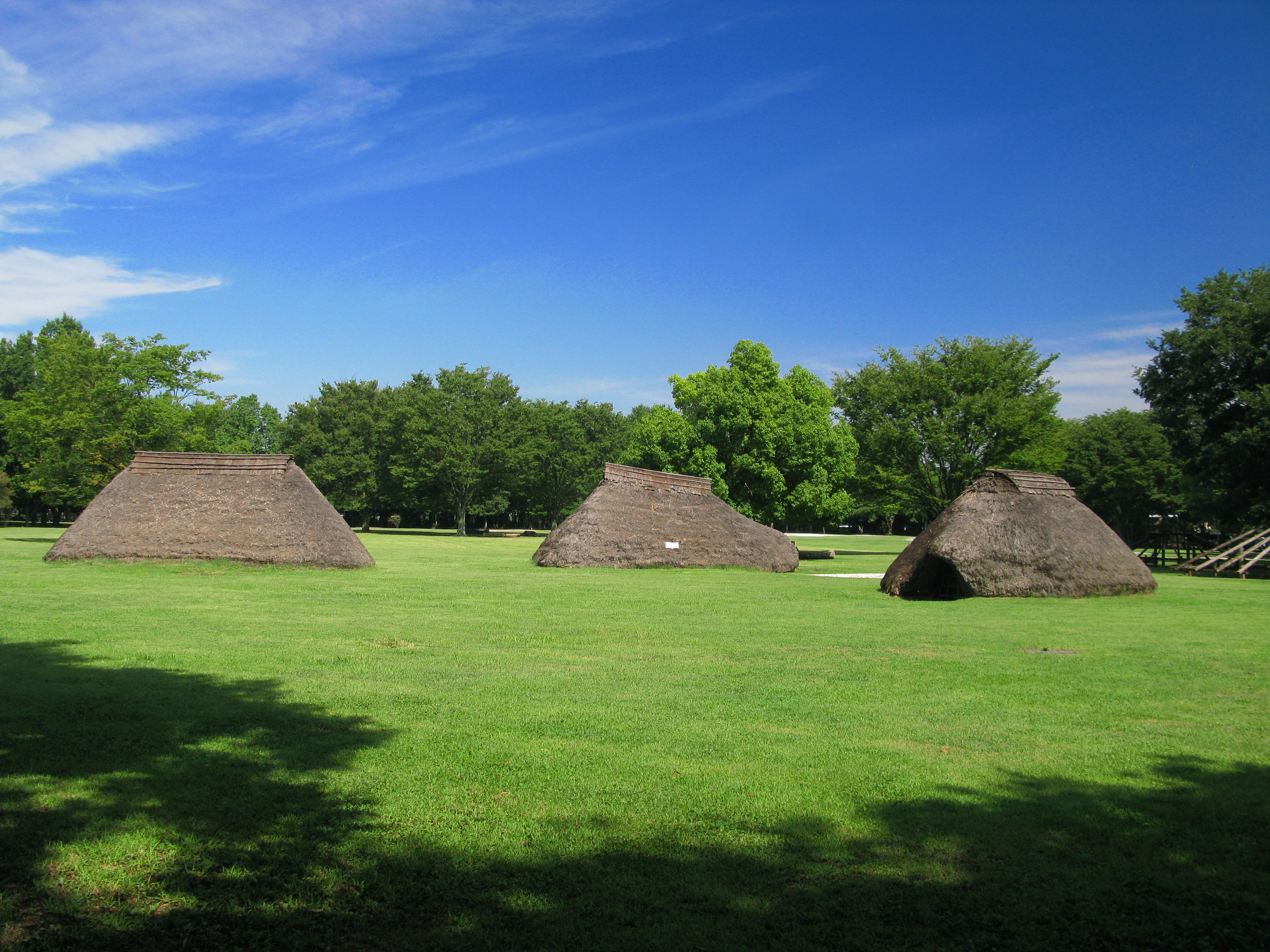
水子貝塚公園

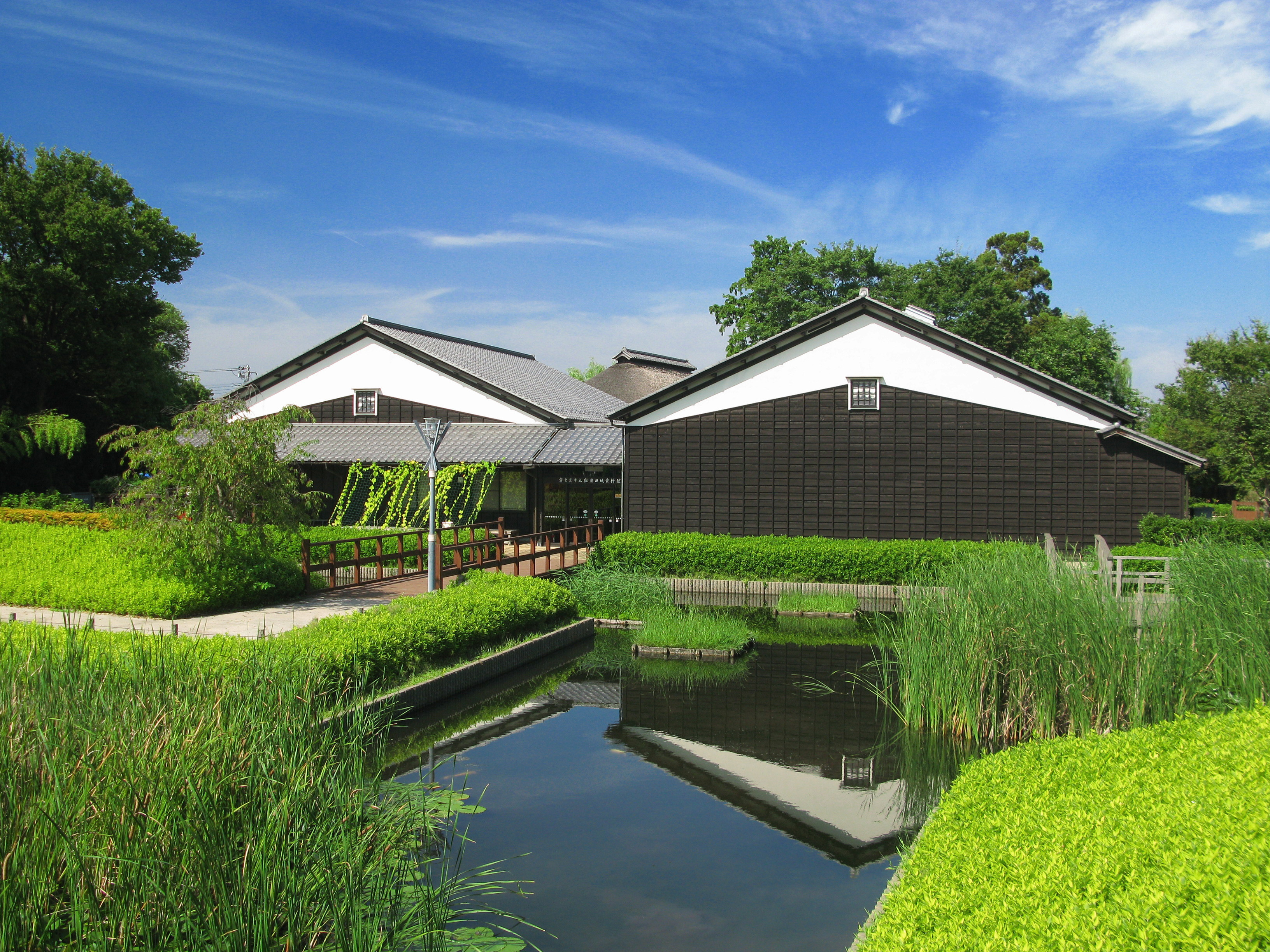
難波田城資料館

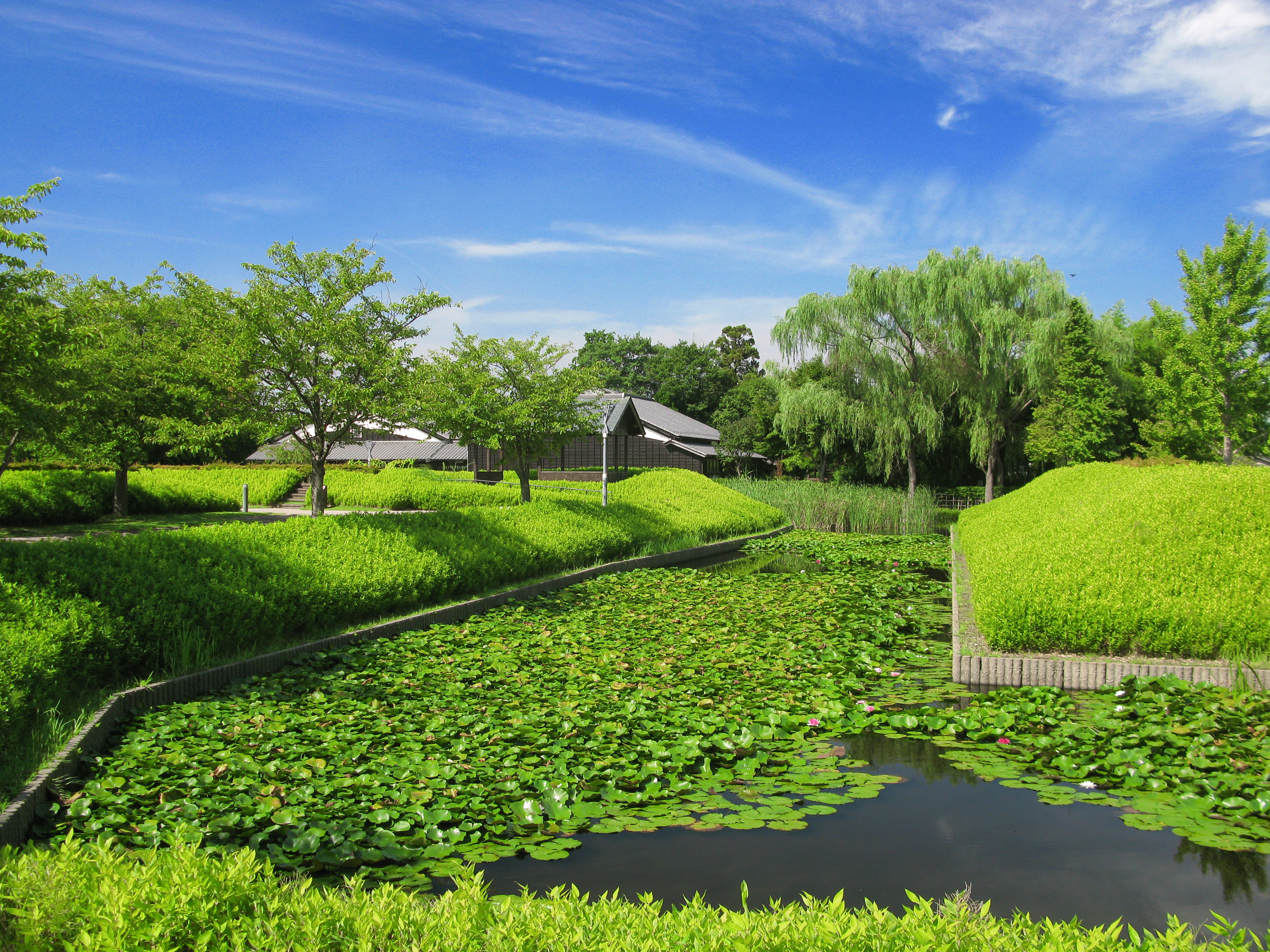
難波田城公園

- 水子貝塚公園

- 難波田城公園

## その他の公園等
- 山崎公園
別名「せせらぎ菖蒲園」とも呼ばれる花菖蒲の名所で、隣接する民家の大きな屋敷林を借景とした緑あふれる公園[17]。市制施行20周年記念事業により整備され、1994年4月開園した。
- びん沼自然公園
びん沼川（荒川の旧流路）右岸沿いに広がる自然公園。2023年4月1日に旧青年の家跡地の活用に伴いリニューアルオープン。パークゴルフ場、キャンプ場、バーベキュー場、大型遊具などを整備。
- むさし野緑地公園
雑木林を活かした小さな公園だが、園内には自治体で初の常設のミニ鉄道（1980年2月24日「開通」）があり、4月-12月までの第2・第4日曜日に「富士見市ミニ鉄道クラブ」による無料の運転会がある[18][19]。
- みずほ台中央公園
みずほ台駅周辺の区画整理事業で生まれた都市公園。
- 勝瀬原記念公園
ふじみ野駅周辺の区画整理事業で生まれた都市公園。
- オトウカ山公園
ふじみ野駅周辺の区画整理事業で生まれた都市公園
- 富士見市運動公園、富士見市第二運動公園
野球場、ミニ野球場、テニスコート、サッカー場、陸上トラックを有料にて利用できる運動公園。
- 富士見ガーデンビーチ
ウォータースライダープール、スライダープール、流水プール、50メートルプール、子供プールのある市民プール。
- 市民総合体育館
柔道場、剣道場、弓道場、メインアリーナ、サブアリーナ、アスレチックジムなどを備えた施設。
- 富士見サイクリングコース
新河岸川の堤防上を利用した自転車道（歩行者の通行可）。生活道路としても利用されている。
新河岸川の堤防工事で長年、途切れていたが近年、復活した様子。

## 著名な出身者
太字は2016年5月1日から2018年4月30日まで（有安杏果は2018年2月5日まで）無報酬で「富士見市PR大使」を務めていた人物。
芸能人
- 神木隆之介（俳優）
- 菅野美寿紀（女優）
- 松澤由美（歌手）
- 本間キッド（や団）
- 溜口佑太朗（ラブレターズ）
- 佐藤雅俊（ACIDMANベーシスト）
- 桜樹ルイ（AV女優）
- 有安杏果（元ももいろクローバーZ）[22] - 2017年4月5日には、かつて最寄り駅としていたふじみ野駅の一日駅長に就任[23]。
- 飯田里穂（声優、歌手、女優、タレント）[24]
- 澁谷梓希（声優）[25][26]

アナウンサー
- 佐藤温子（元テレビ新潟アナウンサー）
- 古川枝里子（CBCテレビアナウンサー）

気象予報士
- 千種ゆり子（テレビ朝日気象デスク）

野球選手
- 今成亮太（元北海道日本ハムファイターズ、阪神タイガース内野手）

サッカー選手
- 三門雄大（サッカー選手、大宮アルディージャ）
- 菅野孝憲（サッカー選手、北海道コンサドーレ札幌・GK）
- 冨士祐樹（サッカー選手、FC岐阜）
- 島田祐輝（サッカー選手、水戸ホーリーホック）

格闘家
- 鈴木若葉（柔道家）
- 星野勘九郎（プロレスラー）大日本プロレス所属
- 高橋李佳（女子プロレスラー）我闘姑娘所属
- きのこ（元女子プロレスラー）我闘姑娘→アイスリボン所属
- 藤鬥嘩裟（キックボクサー）

陸上選手
- 板橋弘行（陸上競技選手）

政治家
- 神山佐市（自由民主党） - 衆議院議員（2期）、元埼玉県議会議員。

その他
- 渋谷定輔（農民運動家、文学者）

## ゆかりのある人物
太字は現在「富士見市PR大使」を務めている人物で、任期は2016年5月1日から2年（無報酬）。
- 北見けんいち（漫画家）
- 夏石番矢（俳人）
- 鎌倉佐弓（俳人）
- 川島章良（はんにゃ.）
- 板倉俊之（インパルス）
- 小原日登美（ロンドンオリンピック金メダリスト）
- 吉田香織（陸上競技長距離走・マラソン選手）[27]
- 村石雅行（ドラマー） - 上京後最初に住んだ地
- 杉山大二郎（小説家）

## マスコットキャラクター
- ふわっぴー - 公式マスコットキャラクター
- なんばった - 難波田城公園イメージキャラクター[28]
- 縄文神 ムサビー - 水子貝塚資料館キャラクター[29]
- うさみん - 富士見市社会福祉協議会マスコットキャラクター[30]
- ふじぼう - 富士見市社会福祉事業団のマスコットキャラクター[31]

## その他
- ゴミ処理は富士見市と志木市、新座市で構成する「志木地区衛生組合」で行っている。
- 1993（平成5）年ふじみ野駅（富士見市ふじみ野東1丁目26-1）開業。急行・快速停車駅で急速に駅周辺の富士見市ふじみ野東1丁目-4丁目、ふじみ野西1丁目-4丁目の開発が進む。隣接する旧入間郡大井町苗間地区には、国内初のアウトレットモールが出来その周辺地域の開発も進む、さらに旧入間郡大井町亀久保地区には大井サティ（現イオン大井店）が出来その周辺の開発も進む。富士見市内にある3つの駅「鶴瀬駅」「みずほ台駅」「ふじみ野駅」のうち旧来からの市の中心駅は市役所最寄りであり富士見市成立前からの村名（入間郡鶴瀬村）を継承する鶴瀬駅であるが、1日の乗降客数は2000（平成12）年以降「ふじみ野駅」が最多となっている。ふじみ野駅周辺には、富士見市役所ふじみ野出張所、ふじみ野小学校・ふじみ野交流センター・ふじみ野西公園など富士見市の施設が多数ある。2005（平成17）年10月1日に富士見市に隣接する上福岡市・入間郡大井町が合併しふじみ野市となる。詳細はふじみ野市との関係も参照のこと。
- 市境が他の市町村同様複雑な箇所が何箇所もあるので、小・中学校の通学区については隣接する行政と話し合っている。
  - 富士見市北西地域のふじみ野西3丁目・4丁目、大字勝瀬周辺も富士見市とふじみ野市苗間・大井地区、入間郡三芳町北永井地区で境界線が複雑になっている。川越街道（国道254号）の西側のふじみ野市立大井小学校・旧大井町役場の裏から大井中学校付近までは富士見市大字勝瀬となり、大井中学校校庭付近まで入間郡三芳町北永井である。逆に、富士見市立勝瀬小学校付近にふじみ野市大字苗間地区がある。そのため、小学校入学時にどちらの市内の学校に通うか選択することが出来るようになっているが、富士見市内の小学校を選択すると中学校も富士見市内の中学校に通うことになり、また、ふじみ野市内の小学校を選択すると中学校もふじみ野市内の中学校に通うことになる。
  - 1967（昭和42）年6月富士見町（現富士見市））と足立町（現志木市）で境界線の変更を行う。富士見町（当時）の南のはずれ（志木市からすると市域の中央）に1972（昭和47）年5月31日現在の志木市役所庁舎が落成したとき、そのほとんどが境界線を変更する前の富士見町（当時）の土地であったため、「隣町の市役所ができた」と話題になった。また志木市役所周辺の市境は、柳瀬川をはさんで入り組んでおり（柳瀬川の昔の流れに沿っているため）、付近の住宅街は志木市役所に近いことからしばしば、志木市への編入運動を起こしていたが、今はその動きは無い。